# Reggie Lambe
Reginald Thompson-Lambe, noto come Reggie (Hamilton, 4 febbraio 1991), è un calciatore bermudiano, attaccante del Needham Market.

## Carriera

### Club
Ha giocato 2 partite nella seconda divisione inglese con l'Ipswich Town e 57 partite (con anche 2 reti segnate) in MLS con il Toronto FC, con cui ha anche vinto il Canadian Championship 2012.

### Nazionale
Nel 2007 ha esordito nella nazionale di Bermuda.

## Palmarès

### Club

#### Competizioni nazionali
- Canadian Championship: 1

Toronto: 2012